# Lousa (Torre de Moncorvo)
Lousa es una freguesia portuguesa del municipio de Torre de Moncorvo, con 34,97 km² de superficie y 508 habitantes (2001). Su densidad de población es de 14,5 hab/km².